# Nevşehir
Nevşehir je město v Turecku, ležící ve Střední Anatolii. Nachází se cca 290 km na jihovýchod od Ankary. Nevşehir má 123 882 obyvatel (2022). Nedaleko města se nachází archeologicky i turisticky významná lokalita Kappadokie.
V Nevşehiru sídlí Nevşehir Hacı Bektaş Veli University, založená roku 2007.

## Historie
Oblast města Nevşehir byla osídlena již ve starověku Chetity. Okolo 8. století před n. l. se toto území stalo součástí Asyrské říše. Později přešlo město pod nadvládu Médů a následně Peršanů. Později za vlády císaře Tiberia se celé Kapadocké království, jehož byl Nevşehir součástí, stalo součástí Římské říše. 
V období pronásledování prvních křesťanů, kteří zde nacházeli útočiště, vznikala v okolí Nevşehiru rozsáhlá síť podzemních skrýší a raně křesťanských staveb. 
Po bitvě u Mantzikertu v roce 1071, ve které byl poražen byzantský císař Roman IV.  seldžuckým sultánem Alp-Arslanem se celá oblast ocitla pod seldžuckou okupací. Nevşehir, který byl v té době pouze malou vesnicí byl nakonec ovládnut okolo roku 1487 Osmanskou říší.
Nevşehir zažil velký rozvoj až v 18. století.
Podle obecného sčítání lidu Osmanské říše z let 1881/82-1893, měl Nevşehir 39 822 obyvatel, z čehož bylo 30 370 muslimů, 8 918 Řeků, 477 Arménů, 36 katolíků a 21 protestantů.

## Etymologie
Název Nevşehir je perského původu a znamená "nové město".